# Oksywiekulturen
Oksywie-kulturen (tysk: Oxhöft-Kultur, polsk: Kultura oksywska) var en arkæologisk kultur, der eksisterede i det østlige Pommern omkring den nedre del af Vistula-floden fra det 2. århundrede f.Kr. til det tidlige 1. århundrede e.Kr. Den er opkaldt efter landsbyen Oksywie, der nu er en del af byen Gdynia i det nordlige Polen, hvor de første arkæologiske fund, der er typiske for denne kultur, blev opdaget.
Arkæologisk forskning i de seneste de seneste årtier i Pommern i Polen antyder, at overgangen fra den lokale variant af den pommeranske kultur til Oksywie-kulturen fandt sted i det 2. århundrede f.Kr. En forbindelse med den germanske stamme rugiere, som er omtalt hos Tacitus, er blevet foreslået.
Ligesom andre kulturer i Førromersk jernalder udviser Oksywie-kulturen karakteristika fælles med Jasdorf-kulturen og havde træk, der er typiske indenfor de baltiske kulturer. Oksywie-kulturens keramik og begravelseskikker indikerer stærke bånd til Przeworsk-kulturen. Mænd havde kun deres aske anbragt i velgjorte sorte urner med en fin finish og et dekorativt bånd. Deres grave blev forsynet med praktiske ting til efterlivet, såsom redskaber og våben. Typisk begravet med manden, ville denne kultur også placere enæggede sværd, og deres grave var ofte dækkede eller markerede med sten.
Kvinders aske blev begravet i huler og forsynet med feminine genstande.